# Dialetti campani
I dialetti campani sono parlati in quasi tutta la Campania, nel Lazio meridionale, nella bassa valle del Volturno in Molise, negli alti monti della Daunia in Puglia e nell'estremità occidentale della Basilicata (ad eccezione di qualche isola linguistica arbëreshë o francoprovenzale lungo il confine campano-pugliese).
Se ne distinguono cinque tipi fondamentali: il dialetto laziale meridionale, il dialetto beneventano, il dialetto napoletano (dalla cui forma antica ha tratto origine la lingua napoletana), il dialetto irpino (di cui l'arianese costituisce una forma particolare) e il dialetto cilentano (di cui il cilentano meridionale costituisce una forma peculiare).
Tuttavia, se si tiene conto delle dimensioni di variazione idiomatica, non bisogna concepire tali dialetti come delle varietà linguistiche unitarie e univocamente circoscritte a singole aree geografiche, ma piuttosto come un continuum di varietà, il cui contatto reciproco (nonché l'interazione con gli altri gruppi dialettali italoromanzi) è determinato da diversi fattori geografici e socio-economici; tale fenomeno è definito variazione diatopica dagli studiosi della geografia linguistica.
Del resto l'area campana è attraversata per tutta la sua larghezza da un buon numero di isoglosse, disposte per lo più in senso sudovest-nordest e particolarmente addensate lungo la linea Salerno-Lucera, la quale funge così da separatore (sia pur in modo tutt'altro che netto) tra un gruppo napoletano-laziale meridionale-beneventano e un gruppo irpino-cilentano. Ragioni di ordine storico o amministrativo hanno poi determinato ulteriori fratture, fino a giungere, in molti casi, a una vera e propria frammentazione vernacolare.

## Diffusione

### Diffusione in Campania
Nell'ambito della regione Campania i dialettologi enumerano quattro idiomi fondamentali:
- napoletano, parlato nella città di Napoli (già capitale del Regno dal XIII al XIX secolo) e in numerosi territori circostanti, anche al di fuori della città metropolitana; presenta molte varietà, ampiamente diffuse nei distretti vulcanici e nelle aree di pianura, così come nella fascia costiera e nelle prospicienti isole dell'arcipelago;
- beneventano, parlato a Benevento (città appartenuta per lunghi secoli allo Stato della Chiesa) e in parte della relativa provincia; è relativamente uniforme. Secondo una minoranza di linguisti (tra cui il Pellegrini) costituirebbe una semplice varietà del dialetto irpino;
- irpino, parlato nella regione storica dell'Irpinia, ossia nelle aree interne e montuose dell'Appennino campano; è alquanto eterogeneo. L'arianese ne costituisce una peculiare forma di transizione verso i dialetti pugliesi, anch'essi peraltro appartenenti al dominio alto-meridionale;
- cilentano, diffuso nel Cilento e nel Vallo di Diano, ai margini dell'Appennino lucano. È pure piuttosto eterogeneo; il cilentano meridionale ne costituisce una peculiare forma di transizione verso il gruppo dei dialetti meridionali estremi.

### Diffusione fuori regione

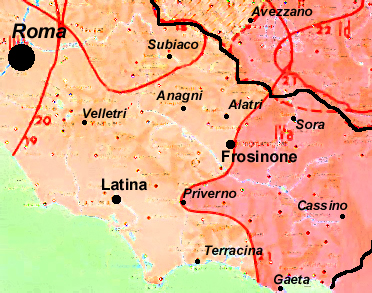
Situazione linguistica del Lazio meridionale: in rosa i dialetti mediani
(romanesco e laziale centro-settentrionale), in magenta i dialetti meridionali (laziale meridionale, campano).

I dialetti del Lazio meridionale sono generalmente inclusi nel gruppo dei dialetti campani (salvo distinguo da fare località per località) poiché il Lazio meridionale in epoca post-unitaria faceva parte della provincia di Terra di Lavoro (e ancor prima del regno delle due Sicilie): ad esempio è il caso di Cassino, Formia, Fondi, Gaeta, Itri, Minturno oltreché delle isole Pontine. In effetti si tratta di dialetti molto prossimi agli altri dialetti campani, anche se non manca qualche influsso abruzzese e delle parlate laziali centro-settentrionali (nello specifico delle aree centro-settentrionali delle province di Frosinone e Latina).
Tra i dialetti campani sono inoltre incluse:
- talune parlate locali nell'estremità sud-occidentale del Molise (valle del Volturno, già parte dell'antica Terra di Lavoro, al confine con l'odierna Campania);
- alcune parlate dei comuni pugliesi interni dei monti della Daunia (settore sud-occidentale della provincia di Foggia), appartenuti fino alla prima metà del Novecento alla provincia di Avellino (già Principato Ulteriore);
- talune parlate dei comuni lucani occidentali che in tempi più o meno lontani hanno fatto parte del Principato Citeriore (corrispondente all'attuale provincia di Salerno).

Sono infine presenti talune isole linguistiche in cui vengono parlati dialetti campani, attestate da studi empirici:
- Isole Tremiti (FG), bagno penale ottocentesco.
- La Ciotat (Francia), coloni pieds-noirs della Tunisia, di origine campana, rimpatriati in Francia.
- Mannheim (Germania), immigrazioni campane.[senza fonte]